# Cyjanożelaziany(II)

Wzór strukturalny [Fe(CN)_{6}]^{4−}

Cyjanożelaziany(II) (tradyc. żelazocyjanki; nazwy systematyczne: heksacyjanidożelaziany(II) lub heksacyjanidożelaziany(4+), daw. heksacyjanożelaziany(II)) – związki kompleksowe o ogólnym wzorze [Fe(CN)6]4−, w których funkcję anionu pełni kompleks żelaza(II) (Fe2+) z sześcioma grupami cyjankowymi (CN−).
Najbardziej znanym żelazocyjankiem jest dobrze rozpuszczalny w wodzie żelazocyjanek potasu o wzorze: K4[Fe(CN)6]. Stosuje się go do wykrywania jonów Fe3+ (tworzy się wtedy błękit pruski) m.in. w proszkach do hartowania stali, litografii oraz przy barwieniu wina.